# Aurel Maniu
Aurel Maniu (magyarul: Maniu Aurél, Lugos, 1834. március 13. – Oravicabánya, 1894. január 25.) román nemzetiségű jogi doktor, magyar királyi közjegyző.

## Életútja
1861-ben és 1865-72-ben mint országgyűlési képviselő a facseti kerületet (Krassó megye) képviselte s a Deák-párt híve volt. A közjegyzői állások szervezésekor 1876-ban királyi közjegyzőnek Oravicára nevezték ki. A közéletben sokat munkálkodott, de politikailag nem nagyon szerepelt. Közreműködött Aurel a román és szerb ortodox egyház hierarchikus szétválasztásában, valamint az Erdély-Bánsági ortodox Metropólia megalapításában. Fontos szerepet játszott a román hitelintézeti rendszer megteremtésében is, az Albina Bank alapításakor ő volt az, aki a legnagyobb számban szervezett be részvényeseket. Utóbb a bank igazgatóságának tagja lett. A vidéki románok körében nagy tekintélyre tett szert. 1870-ben ő volt az egyik aláírója annak a felhívásnak, amely egy erdélyi nemzeti színház létesítése érdekében gyűlésre hívta a román értelmiségieket.
Országgyűlési beszédei a Naplókban (1861. és 1865-72.) jelentek meg.